# Susannah Dean
Susannah Dean es un personaje de ficción de la obra literaria La Torre Oscura del escritor estadounidense Stephen King.
Susannah Dean es uno de los miembros del ka-tet de Roland de Gilead, que hace su aparición en el segundo tomo de La Torre Oscura, La invocación.
Sufriendo de doble personalidad, gracias a los esfuerzos de Roland de Gilead y al cariño de Eddie Dean, finalmente logra fusionar a Detta Walker y Odetta Holmes en la personalidad de Susannah, convirtiéndose, al igual que sus compañeros, en pistolera y contrayendo matrimonio con Eddie Dean.
Susannah Dean es especialmente hábil en el uso de las orizas (armas arrojadizas en forma de plato muy afiladas).
En su interior engendra al hijo de Roland de Gilead y del Rey Carmesí, Mordred Deschain.
Tras la batalla de Agul Siento, decepcionada por las muertes de Eddie y Jake, y tras comprender que al salvar los haces no hay necesidad de alcanzar la torre, le pide a Patrick que le dibuje una puerta para regresar ella a su mundo, aunque Roland le suplica de rodillas que no se vaya. Ella lo hace y se lleva consigo uno de los revólveres del Eld, el cual al atravesar la puerta se ha convertido en un simple trozo de metal. Susannah lo tira a la basura y encuentra a unos resucitados Eddie y Jake los cuales no recuerdan nada del Mundo Medio y son hermanos de apellido Toren. 
- Datos: Q589261